# Muro: Nalet Olsun İçimdeki İnsan Sevgisine
Muro: Nalet Olsun İçimdeki İnsan Sevgisine to turecka komedia z 2008 roku w reżyserii Zübeyra Şaşmaza, z Mustafą Üstündağem i Şefikem Onatoğlu w rolach głównych. Film, który miał premierę w całej Turcji 5 grudnia 2008 roku, stał się trzecim najbardziej dochodowym filmem tureckim 2008 roku.
Jest to spin-off serii Kurtlar Vadisi i oparty jest na tureckim serialu telewizyjnym o tym samym tytule, w którym występują postacie z serialu Kurtlar Vadisi Pusu.

## Obsada
- Mustafa Üstündağ – Muro
- Şefik Onatoğlu – Çeto
- Eray Türk – Yıldırım
- Selim Erdoğan – Muzo
- Nataliya Bondarenko – Anna
- Daria Litvinova – Olga
- Evrim Alasya – Fidan
- Eva Maya – Natalie